# ティレル・019
ティレル・019 (Tyrrell 019) は、ティレルが1990年のF1世界選手権参戦用に開発したフォーミュラ1カー。ハーベイ・ポスルスウェイトを責任者として設計された。ヨーロッパラウンド開幕となる第3戦サンマリノGPから投入された。決勝最高成績は2位。
1990年代以後フォーミュラカーの定番デザインとなった「『現代型の』ハイノーズ」を最初に採用したマシンである。

## 概要
019は1989年シーズンに使用した018の後継モデルであり、基礎的なコンセプトとメカニズムは018から継承されたものである。フロントサスペンションはモノショックとプッシュロッドを組み合わせたティレル独自の構造で、ショックアブソーバーに電動アクチュエータを取り付け、走行中に1mm単位でフロントの車高（ライドハイト）を調節可能なセミアクティブ方式を採用した。
エンジンも前年と同じく、ハートチューンのフォード・コスワース・DFRを継続して使用した。タイヤメーカーはグッドイヤーからピレリへ変更した（開幕戦の018より）。
最大の変化は車体前半部分にみられる「ハイノーズ」と呼ばれる斬新な空力デザインであった。ティレルはノーズを上方に持ち上げ、モノコックの下側に空間を作ることで、車体の底へ気流を流し込み、路面との間でより多くのダウンフォースを発生させることを狙った。宙に浮いた格好のノーズは、イルカの頭部に似ていることから「ドルフィンノーズ」と呼ばれた。この状態では「フロントタイヤの後端からリアタイヤの前端までの部分は、車体下面を平滑な面にしなければならない」とされるフラットボトム規定に抵触してしまうが、019ではアンダーパネルをフロントタイヤの後端の位置まで突き出すことで規定をクリアしていた。
またフロントウィングは、それよりも上方にあるノーズコーンに取り付けるために根本付近が斜めに湾曲しており、「アンヘドラル（下反角）ウィング」と呼ばれた。あるいは、かつてのアメリカの戦闘機「F4U コルセア」のような逆ガル翼形状であったことから「コルセアウィング」とも呼ばれた。
これらの設計は、エアロダイナミスト（空力設計者）のジャン＝クロード・ミジョーのアイデアである。フロントセクションを持ち上げる設計は翌1991年以降、多くのチームのマシンにも採用された。ジョーダン・191のような019と似た形状のものだけでなく、ベネトン・B191のようにフロントウィングの左右を繋ぎ、ノーズから2本のピラーで吊り下げるような形状のものも登場した。
『ノーズ前端を、僅かに持ち上げる』デザインは、1986年のF3000シャーシ、マーチ・86Bとローラ・T86/50で既に行われていた。しかし当時はこの利点が理解されず、マーチ・86Bの全日本F2仕様車、マーチ・86Jではノーズ下げ、旧来のローノーズに改造された車輌も存在した。後にティレル・019のプラモデルを発売する『モデラーズ』製プラモデル『ローラ・T87/50』は、この『僅かに持ち上げられたノーズ』を再現している。

## スペック

### シャーシ
- 型名 019
- ホイルベース 2,980 mm
- 前トレッド 1,800 mm
- 後トレッド 1,600 mm
- 重量 500 kg
- 燃料タンク容量 190 L
- サスペンション（前） ダブルウィッシュボーン、プッシュロッド、モノショックアブソーバー
- サスペンション（後） ダブルウィッシュボーン、プッシュロッド
- ショックアブソーバー コニ
- ギアボックス ティレル製6速マニュアル
- ブレーキ AP
- クラッチ ボーグ&ベック / AP
- タイヤ ピレリ

### エンジン
- 型名 フォード・コスワース・DFR
- 気筒数・角度 V型8気筒・90度
- 排気量 3,493 cc
- 最大出力 620馬力以上 / 11,250 rpm
- 最高回転数 11,750 rpm
- スパークプラグ NGK
- インジェクション コスワース
- イグニッション ルーカス
- 燃料・潤滑油 エルフ

## 戦歴
019のデビューは1990年の第3戦サンマリノGPだった。このレースには3台の019が持ち込まれ、ジャン・アレジが6位に入賞し1ポイントを獲得したが、中嶋悟はスタート直後にイヴァン・カペリと接触事故を起こし、マシンが大破した。
アレジは続くモナコGPで2位に入ったが、以後のレースではポイントを獲得することができなかった。その要因はピレリタイヤが決勝レースでグッドイヤータイヤよりも性能（特に耐久性）で劣勢だったことによる。アレジは018で2位に入ったアメリカGPと合わせ、13ポイントを獲得しドライバーズランキング9位になった。中嶋はイタリアGPと日本GPで6位に入り、018で6位に入ったアメリカGPの成績と合わせ3ポイントを獲得しランキング15位となった。コンストラクターズランキングは16ポイントで5位となり、市販エンジンを使用するチームとしては前年に続き最上位となった。

## エピソード
| 後継車020のアンヘドラルウィング |  | ベネトン・B192の吊り下げ式ウィング |
| 後継車020のアンヘドラルウィング |  | ベネトン・B192の吊り下げ式ウィング |

- 019の空力設計を担当したミジョーによると、ハイノーズは彼がルノーに在籍していた1985年から温めていたアイデアだという[8]。元々のデザインはベネトンと同じく、左右2本のピラーで一枚のウィングを吊り下げる方式だった[5]。そこから、車体底面への気流の流れを邪魔する中央部分のフラップを外してウィングを左右に分割し、垂直のピラーでL字型に吊り下げる形に変えた。しかし、それを見たポスルスウェイトが「格好悪い」と言い出したので、見た目を良くするためにピラーに角度を付けた逆ガル翼形状にしたのだという[5]。
- ティレルはロスマンズタバコをスポンサーに迎える交渉を密かに進めており、019はロスマンズカラーをまとう予定だった[9]。結局、ロスマンズとの交渉は合意に至らなかったが、「濃紺×白」というカラーデザイン案だけはそのまま残され採用された。
- オーナーのケン・ティレルは、「今年アレジが大活躍できたのはサトルが開幕前にピレリタイヤの選択に汗を流して完璧な選択をしておいてくれたからだ。019のシェイクダウン時もフルタンク走行を繰り返してマシン状態を分析し、どこを変えたらよいか、どこまでが可能か、019の問題を全て洗い出してくれたのはサトルだ。ピレリタイヤの連中も彼の仕事にとても感謝していた。」と中嶋による019の開発を評価している[10]。
- チーフエンジニアだったジョアン・ビラデルプラットも、「ティレル019は彼（中嶋）が造ったマシンと言ってもいい。イモラ・サーキットでシェイクダウンから3日間一つの文句も言わずに淡々とロングランを走り続けて、ほとんどすべての問題点を明らかにしてくれたよ」と証言している[11]。
- 歯に衣着せぬ発言が多く自分のマシン以外を褒めることが少ないジョン・バーナードが、019のフロント部分とその走りを見て「このフロントノーズはとても私の興味を惹いたよ。とても革新的なマシンだと思う。」と賞賛する発言を残した[12]。
- 日本の模型メーカー『モデラーズ』から、1/24プラモデルが発売された。小さなメーカーである同社は金属素材のディティールアップ・パーツやレジンキャストキットなど、エンスージアスト向けのやや高額な商品メーカーと認識されていたが、思いきって価格を抑えたプラスチックモデルで019を発売。雑誌広告にて『ティレルの売れ行きに社運が掛かっている』との記述があった。

## F1における全成績
(key) （太字はポールポジション、斜体はファステストラップ）
| 年     | チーム                                   | エンジン          | タイヤ | No. | ドライバー     | 1   | 2   | 3   | 4   | 5   | 6   | 7   | 8   | 9   | 10  | 11  | 12  | 13  | 14  | 15  | 16  | ポイント | 順位 |
| ------ | ---------------------------------------- | ----------------- | ------ | --- | -------------- | --- | --- | --- | --- | --- | --- | --- | --- | --- | --- | --- | --- | --- | --- | --- | --- | -------- | ---- |
| 1990年 | ティレル・レーシング・オーガニゼーション | コスワース DFR V8 | P      |     |                | USA | BRA | SMR | MON | CAN | MEX | FRA | GBR | GER | HUN | BEL | ITA | POR | ESP | JPN | AUS | 16†      | 5位  |
| 1990年 | ティレル・レーシング・オーガニゼーション | コスワース DFR V8 | P      | 3   | 中嶋悟         |     |     | Ret | Ret | 11  | Ret | Ret | Ret | Ret | Ret | Ret | 6   | DNS | Ret | 6   | Ret | 16†      | 5位  |
| 1990年 | ティレル・レーシング・オーガニゼーション | コスワース DFR V8 | P      | 4   | ジャン・アレジ |     |     | 6   | 2   | Ret | 7   | Ret | 8   | 11  | Ret | 8   | Ret | 8   | Ret | DNS | 8   | 16†      | 5位  |

† 7ポイントをティレル・018が獲得した。